# Mein Bruder, der Held
Mein Bruder, der Held ist ein Jugendfilm des koreanisch-amerikanischen Regisseurs Josh Kim aus dem Jahr 2015. Der Film feierte seine Weltpremiere im Rahmen der Panorama-Sektion der 65. Berlinale.

## Handlung
Der Film beginnt mit der Stimme des erwachsenen Oat, der von seiner Kindheit und der gemeinsamen Zeit mit seinem großen Bruder Ek erzählt. Als Oat noch elf Jahre alt ist, spielt er mit Ek regelmäßig Dame, doch er verliert jedes Mal. Damals ist Ek mit einem aufregenden Job, einem schnellen Motorrad und einem gut aussehenden Freund sein großes Vorbild. Oats Ziel ist es, ihn einmal in Dame zu besiegen, um mit ihm auf nächtliche Erkundungstour gehen zu dürfen. Als Ek jedoch plötzlich droht, vom Militär eingezogen zu werden, steht die liebevolle Beziehung der Brüder am Scheideweg. Der kleine Oat versucht seinen Bruder mit allen Mitteln zu halten, doch die Staatsvertreter der Ziehungszeremonie lassen sich nur von wohlhabenderen Familien bestechen. Letztlich hat Ek kein Glück und muss den Militärdienst antreten. Nach einer letzten Damepartie nimmt Ek schließlich seinen Bruder mit in die Bar, in der er arbeitet, und beide erleben eine aufregende Nacht, die für Oat unvergessliche Erfahrungen bereithält. Als die Geschichte des erwachsenen Oat endet, berichtet er vom Tod seines Bruders als Soldat und dass er durch Eks Leben dem Militär entgehen konnte.